# Liste der Monuments historiques in Sainte-Croix-en-Plaine
Die Liste der Monuments historiques in Sainte-Croix-en-Plaine führt die Monuments historiques in der französischen Gemeinde Sainte-Croix-en-Plaine auf.

## Liste der Objekte
| Bezeichnung                                                                    | Beschreibung | Standort                           | Kennzeichnung | Schutzstatus | Datum     | Bild |
| ------------------------------------------------------------------------------ | --- | ---------------------------------- | ------------- | ------------ | --------- | ---- |
| Hauptaltar                                                                     | Altartisch, Tabernakel und sechs Leuchter; Marmor und Holz, vergoldet, um 1800                                                                              | in der Kirche St-Barthélémy (Lage) | PM68000333    | Classé       | 1980      |      |
| St.-Helena-Altar                                                               | rechter Seitenaltar; Altartisch, Retabel, zwei Gemälde und zwei Skulpturen; Holz, farbig gefasst und vergoldet, sowie Ölfarbe auf Leinwand, 18. Jahrhundert | in der Kirche St-Barthélémy (Lage) | PM68000335    | Classé       | 1980      |      |
| Pietà                                                                          | Holz, farbig gefasst und vergoldet, 15. Jahrhundert | in der Kirche St-Barthélémy (Lage) | PM68000332    | Classé       | 1977      |      |
| Gemälde Der heilige Bartholomäus schützt die Kirche von Sainte-Crois-en-Plaine | Ölfarbe auf Leinwand, 1784 von Monique Thanisch | in der Kirche St-Barthélémy (Lage) | PM68000339    | Classé       | 1980      |      |
| Skulptur Heiliger Sebastian                                                    | mit Sockel, Holz, farbig gefasst, 18. Jahrhundert | in der Kirche St-Barthélémy (Lage) | PM68000336    | Classé       | 1980      |      |
| Kanzel                                                                         | Holz, 18. Jahrhundert; mit Ölgemälde in Rückwand | in der Kirche St-Barthélémy (Lage) | PM68000338    | Classé       | 1980      |      |
| Orgel                                                                          | Ensemble aus PM68000340 und PM68000330 | in der Kirche St-Barthélémy (Lage) | PM68000937    | Classé       | 1980 1975 |      |
| Orgelprospekt                                                                  | 1839 von Callinet Frères gebaut | in der Kirche St-Barthélémy (Lage) | PM68000340    | Classé       | 1980      |      |
| Instrumentalteil der Orgel                                                     | 1839 von Callinet Frères gebaut | in der Kirche St-Barthélémy (Lage) | PM68000330    | Classé       | 1975      |      |
| Altar der Marienkapelle                                                        | Altartisch und Schnitzretabel mit zehn Skulpturen; Holz, farbig gefasst und vergoldet, 1696 von Ursus Joseph Rothbletz                                      | in der Kirche St-Barthélémy (Lage) | PM68000331    | Classé       | 1977      |      |
| Mariä-Himmelfahrts-Altar                                                       | linker Seitenaltar; Altartisch, Retabel, zwei Gemälde und zwei Skulpturen; Holz, farbig gefasst und vergoldet, sowie Ölfarbe auf Leinwand, 18. Jahrhundert  | in der Kirche St-Barthélémy (Lage) | PM68000334    | Classé       | 1980      |      |
| Skulptur Heilige Apollonia                                                     | mit Sockel; Holz, farbig gefasst, 18. Jahrhundert | in der Kirche St-Barthélémy (Lage) | PM68000337    | Classé       | 1980      |      |